# Matilde Throup
Matilde Throup Sepúlveda (Angol, 11 de agosto de 1870-Santiago, 3 de octubre de 1922) fue una abogada chilena, conocida por haber sido la primera mujer de su país en recibir el título de abogado, y la tercera en obtener un título profesional desde la vigencia del decreto Amunátegui de 1877, que permitió a las mujeres ingresar a la universidad.

## Biografía

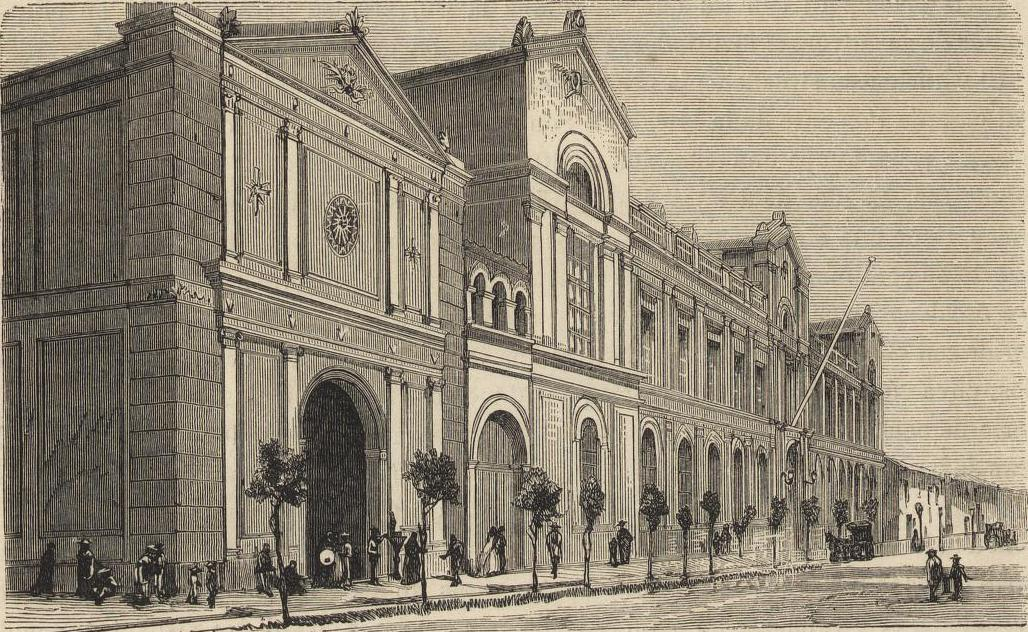
Casa Central de la Universidad de Chile en 1872, sede de la Facultad de Leyes cuando Throup era estudiante.

Nació en Angol, Chile, supuestamente en 1876. Sin embargo, recientes investigaciones cuestionan el contrasentido histórico de que ella hubiese tenido apenas 10 años al momento de obtener su bachillerato e ingresar a estudiar a la universidad (en marzo de 1887). El cuestionamiento se realiza sobre la base de un  documento de 1887 (publicado en 2018), firmado por ella misma, donde de su puño y letra indica haber nacido el 11 de agosto de 1870.
Fue hija de Guillermo Throup, un antiguo militar del Ejército de Chile, y Margarita Sepúlveda. Realizó sus estudios de humanidades en Santiago, en el Colegio Isabel Le Brun de Pinochet. El 28 de marzo de 1887 obtuvo el Bachillerato en Filosofía y Humanidades. Posterior a ello, ingresó a estudiar a la Facultad de Leyes y Ciencias Políticas  —hoy en día Facultad de Derecho— de la Universidad de Chile, donde recibió el Bachillerato en Leyes y Ciencias Políticas el 25 de mayo de 1891.
El 6 de junio de 1892 obtuvo la Licenciatura en Leyes, convirtiéndose así en la primera mujer chilena en recibir este grado universitario, lo que le permitió recibir el título de abogado, otorgado por la Corte Suprema. La segunda mujer en convertirse en abogada sería Matilde Brandau, titulada en 1898. La titulación de Throup fue antecedente para Bélgica y Argentina en el otorgamiento del título de abogado a mujeres de sus respectivos países.
Tras convertirse en abogada, Throup postuló al cargo de secretario del Juzgado de Letras, notario y conservador de Bienes Raíces del departamento de Ancud. La Corte de Apelaciones de Concepción, que conocía de esta oposición, pidió un informe en derecho al fiscal de turno respecto a su procedencia, el que estimó que por ser mujer no podía acceder al puesto, criterio que hizo suyo el tribunal de alzada mediante resolución publicada el 6 de abril de 1893. Throup apeló a la Corte Suprema, que revocó la decisión inicial, el 23 de septiembre de 1893, sentando un precedente respecto al derecho de las mujeres para acceder a cargos públicos, en que se requería el título de abogado, en iguales condiciones a los hombres.
Posteriormente se presentó a los concursos para los cargos de oficial civil de la Primera Circunscripción de Santiago y notario público de Santiago, siendo en ambas aceptada para el examen correspondiente, y en el segundo caso fue incluida en la terna desde donde el puesto era elegido por el gobierno. 
Falleció en Santiago el 3 de octubre de 1922. Sus restos reposan en un pequeño mausoleo patrimonial del Cementerio General de Santiago, que no lleva su nombre.
El 3 de octubre de 2022, el Departamento de Derecho Privado de la Facultad de Derecho de la Universidad de Chile le realizó un homenaje, en el primer centenario de su muerte, titulado "Derechos civiles de la mujer", donde se destacó su pensamiento como feminista de la primera ola.